# Kivi (gyümölcs)
| Energia 61 kcal 255 kJ |         |
| Szénhidrátok | 14.66 g |
| - Cukrok 8.99 g |         |
| - Étkezési rostok 3.0 g |         |
| Zsír | 0.52 g  |
| Fehérje | 1.14 g  |
| Tiamin (B1-vitamin) 0.027 mg | 2%      |
| Riboflavin (B2-vitamin) 0.025 mg                                                                                                | 2%      |
| Niacin (B3-vitamin) 0.341 mg | 2%      |
| B6-vitamin 0.63 mg | 48%     |
| Folsav (B9-vitamin) 25 μg | 6%      |
| C-vitamin 92.7 mg | 112%    |
| E-vitamin 1.5 mg | 10%     |
| K-vitamin 40.3 μg | 38%     |
| Kalcium 34 mg | 3%      |
| Vas 0.31 mg | 2%      |
| Magnézium 17 mg | 5%      |
| Foszfor 34 mg | 5%      |
| Kálium 312 mg | 7%      |
| Nátrium 3 mg | 0%      |
| Cink 0.14 mg | 1%      |
| Mangán 0.098 mg |         |
| A százalékos értékek az amerikai felnőttek számára javasolt napi mennyiségre (RDA) vonatkoznak. Forrás: USDA tápanyag adatbázis |         |

A kivi az Actinidia deliciosa faj nemesített egyedeinek, illetve más küllőfolyondár (Actinidia) nemzetségbe tartozó fajokkal képzett hibridjeinek tojás alakú, kívül barna, szőrös, belül zöld színű gyümölcse.
Dél-Kína nemzeti gyümölcse. Az Actinidia a közép-kínai Sanhszi tartományban őshonos. Az önporzó kivinövény nagyon ritka, és általában kisebb mennyiségű gyümölcsöt hoz. A jól termő kiviterméshez mindig szükség van porzó és termő egyedekre.

## Neve
Eredeti nemzetközi neve „kínai egres” volt. Ezt új-zélandi meghonosítóitól kapta a 20. század elején (bár kezdetben rövid ideig kínai nevén emlegették: jangtao).
A 20. század közepén marketingmegfontolásokból először „dinnyécske” (angolul: melonette), majd 1959-ben „kivigyümölcs” (angolul: kiwifruit) névre keresztelték át. A kivi név az Új-Zélandon őshonos kivi madár, a szigetország nemzeti jelképe nevének átvétele. (A madár kicsi, barna és bozontos, mint a gyümölcs.) A „dinnyécske” (melonette) névtől az új-zélandi termelőknek azért kellett szabadulniuk, mert attól tartottak, hogy a dinnyére kivetendő új amerikai importvámokat erre a gyümölcsre is alkalmaznák.

## Hatásai
Némi A-, nagy mennyiségben B-, C- és K-vitaminokat, valamint természetes antioxidánsokat, makró- és nyomelemeket tartalmaz.
Napi három kivi fogyasztása 15 Hgmm-rel csökkenti a magas vérnyomást, ami igen jó eredménynek számít még gyógyszerek esetén is.

## Képek

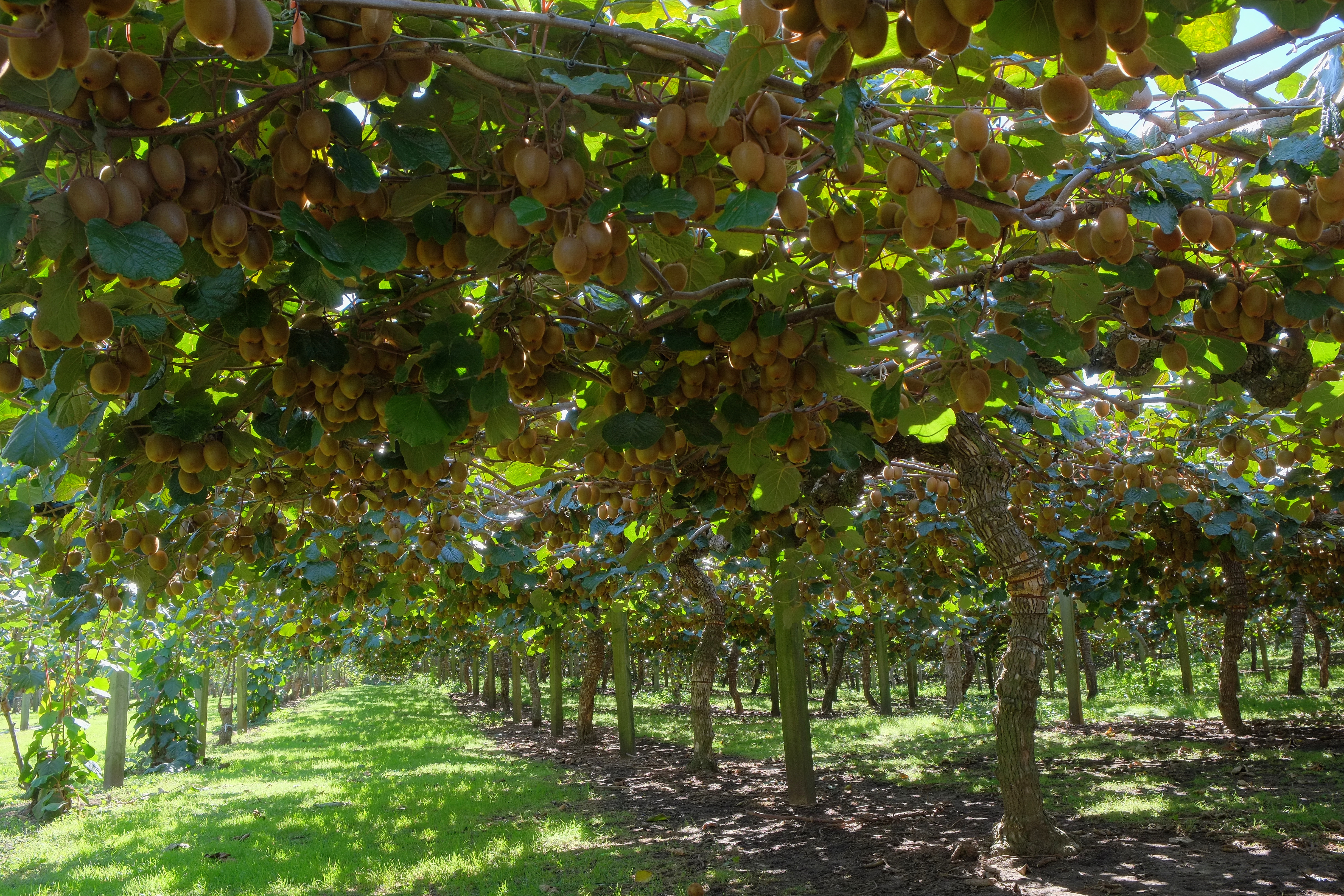
Fává nevelt kivifolyondár ültetvény
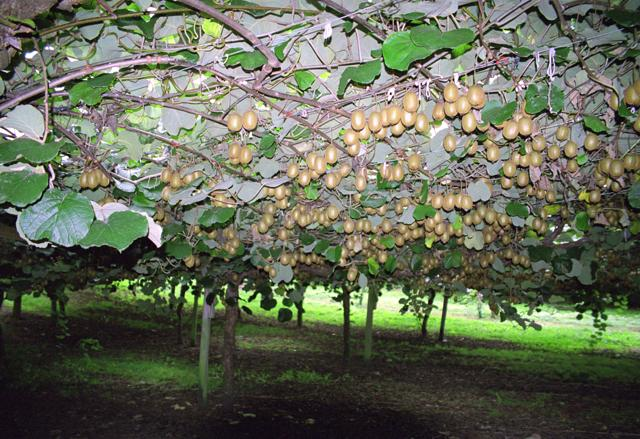
Kivinövény-ültetvény
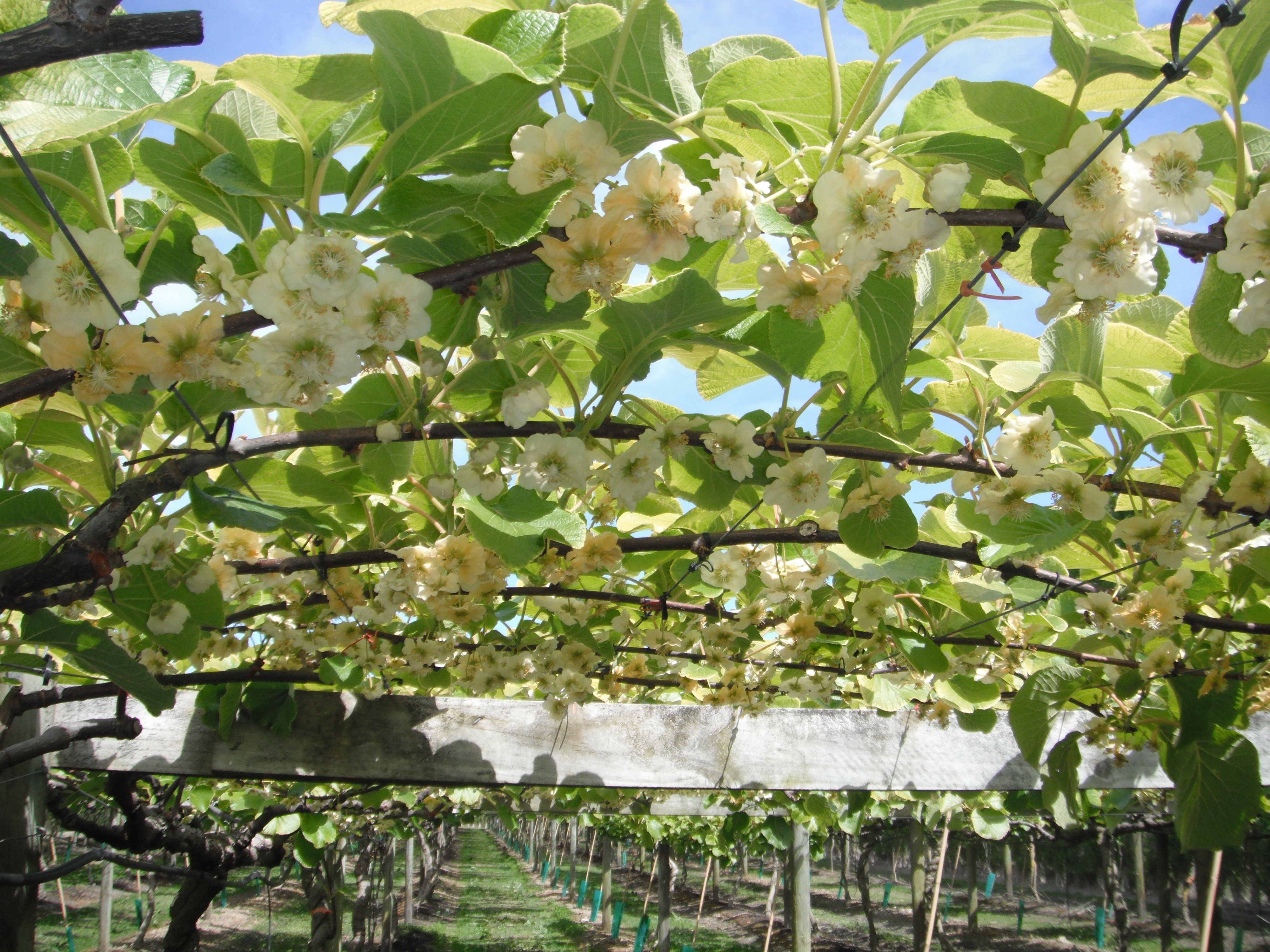
Virágzó kivilugas termő virágokkkal
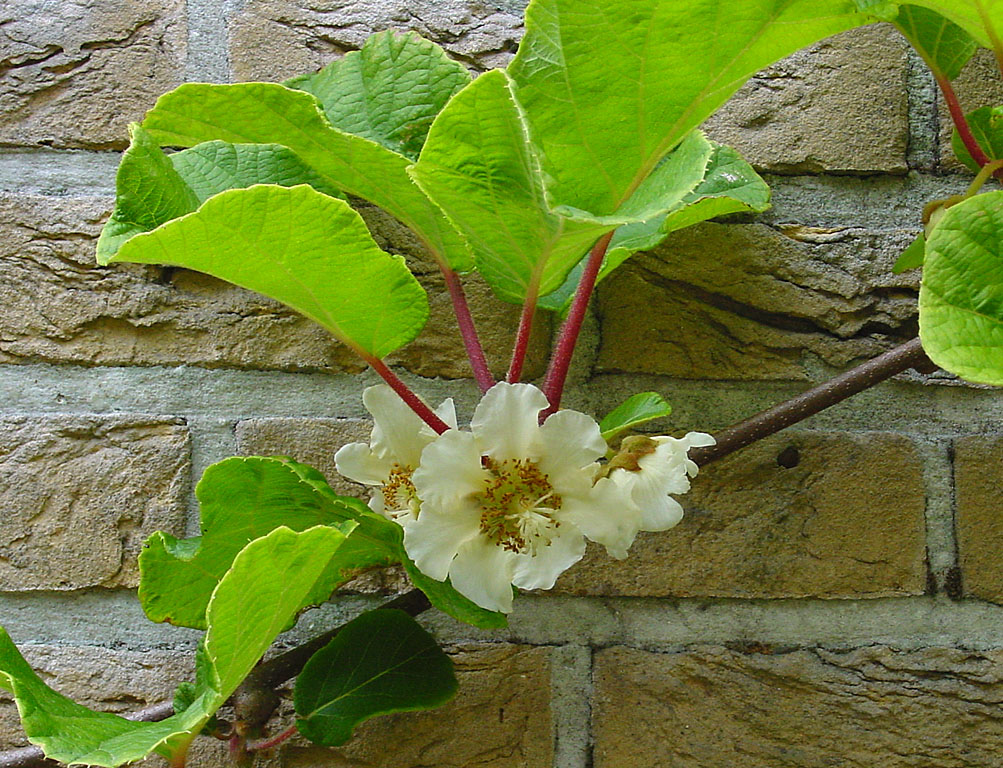
A kőfalon kúszó kivinövény levele és virága
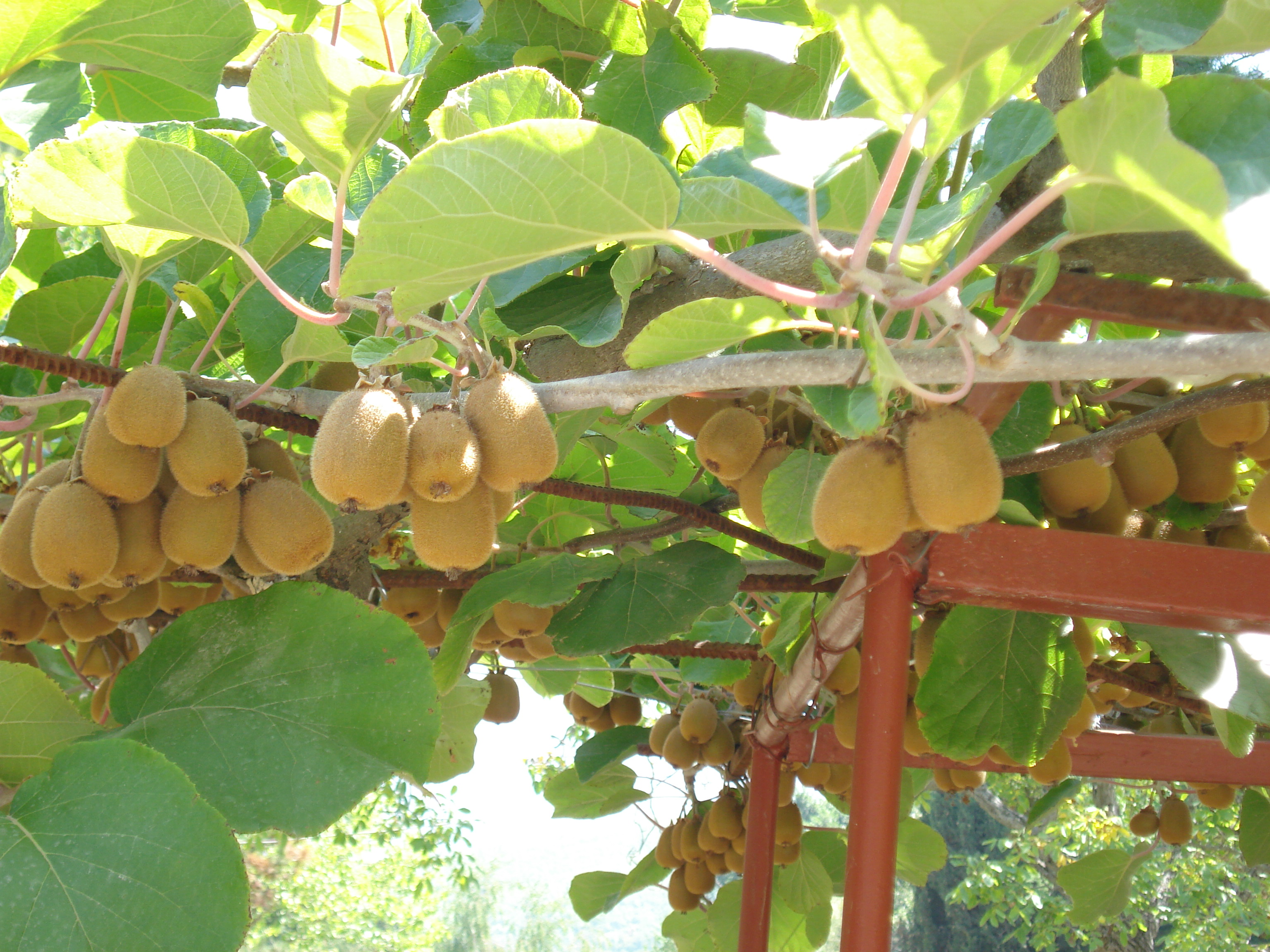
Érett kivigyümölcsök lesznek a termő virágokból
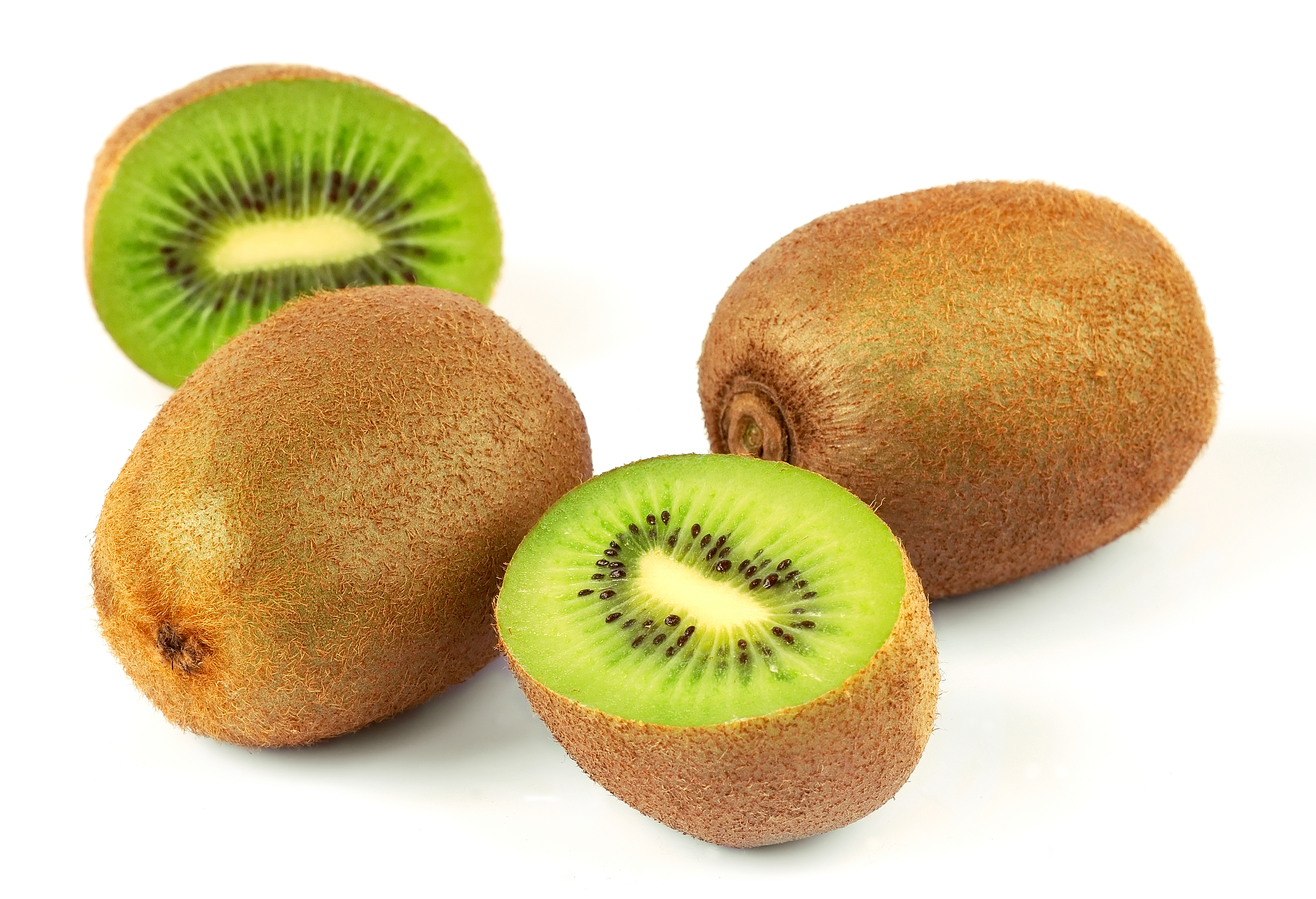
Kivi (Actinidia chinensis)
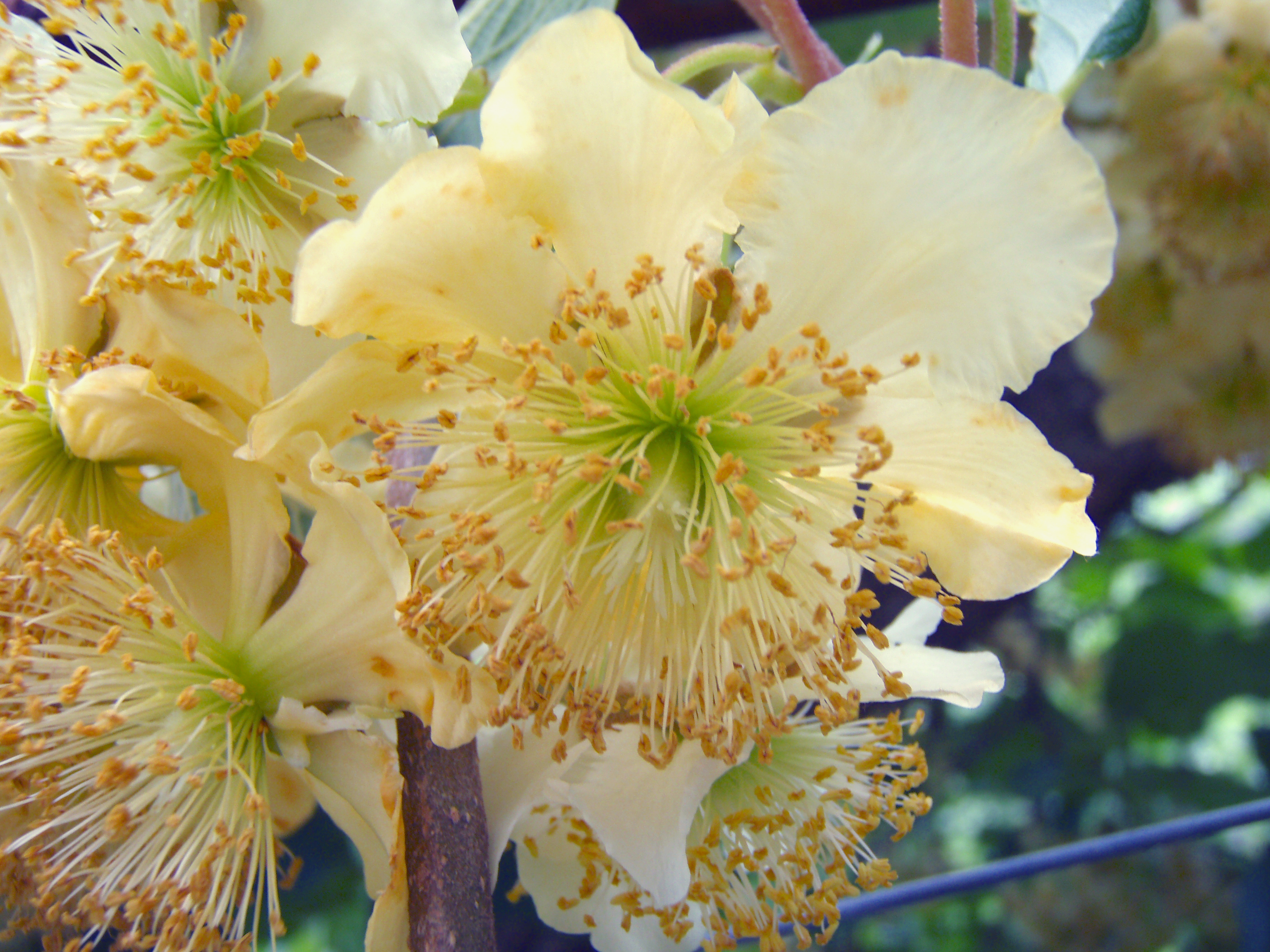
Porzóvirág, a nem termő kivinövényen
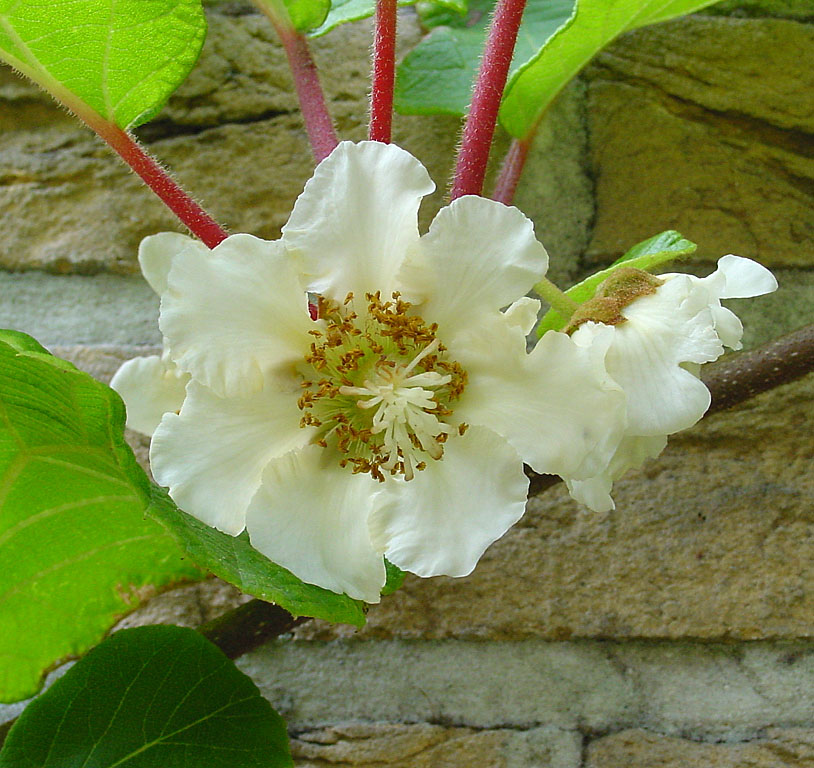
Termő kivinövény virágzata